# Sándor Simonyi-Semadam
Sándor Simonyi-Semadam (23. března 1864 Csesznek – 4. června 1946 Budapešť) byl maďarský politik. Od 15. března do 19 června 1920 byl předsedou maďarské vlády. Proslavil se zejména tím, že podepsal trianonskou smlouvu, kterou jeho předchůdce podepsat odmítl.
Vystudoval právo na Budapešťské univerzitě. Poté si otevřel advokátní kancelář. V letech 1901-1918 byl poslancem parlamentu Uherského království za Katolickou stranu (Katolikus Néppárt). Hodně v té době cestoval. Stal se znalcem východních jazyků a aktivním členem Maďarsko-japonské společnosti. Publikoval v novinách a časopisech jako Hazánk, Kottmány, Jogtudományi Közlöny nebo Szövetkezés. Po astrové revoluci roku 1918 odešel z politiky, nový republikánský režim mu nevyhovoval. Za komunistické Maďarské republiky rad byl uvězněn, po jejím pádu propuštěn. Poté se přidal ke Křesťanské národní unii (Keresztény Nemzeti Egyesülés Pártja), jež byla nejsilnější politickou stranou 20 let. 18. února 1920 se stal prvním místopředsedou Národního shromáždění. Když premiér Károly Huszár odmítl na pařížské mírové konferenci podepsat trianonskou mírovou smlouvu mezi Dohodou a Maďarskem, neboť zbavovala novou republiku mnoha území starého Uherska, pověřil regent Miklós Horthy sestavením přechodného kabinetu Simonyi-Semadama. Jeho hlavním úkolem bylo smlouvu podepsat. Proto byl zpočátku i ministrem zahraničí a vnitra. Po čtyřech měsících podal demisi. Ač trianonská smlouva byla v Maďarsku velmi nepopulární, bylo všeobecně známo, že role Simonyi-Semadama v celé věci byla jen instrumentální a jeho pozice ve straně byla i po odchodu z postu premiéra dobrá. Vaz mu ale zlomilo, když se v roce 1921 postavil za návrat rakouského císaře Karla na maďarský trůn. Zvítězilo jiné, horthyovské, "regentské" řešení a Simonyi-Semadam byl spolu s dalšími představiteli karlovské kliky upozaděn. Přestoupil do Malorolnické strany, ale tam neuspěl a roku 1922 se z politiky stáhl. Působil pak jako člen Státní finanční rady a od roku 1932 jako vládní zmocněnec Maďarské hypoteční banky (Magyar Jelzálog Hitelbank). V roce 1936 byl jmenován tajným radou.